# Château de Chevenon
Le château de Chevenon est une forteresse médiévale située dans la commune de Chevenon, dans le département français de la Nièvre. Il fait l’objet d'un classement au titre des monuments historiques par décret du 25 février 1946.

## Historique
L'édifice actuel fut construit entre 1382 et 1406, dans un style qui rappelle le château de Passy-les-Tours, inspiré du château de Vincennes. Guillaume Ier de Chevenon était capitaine au donjon de Vincennes, charge qu'il occupe sous le roi Charles V et qui sera également occupée par ses fils Guillaume II de Chevenon et Jehan de Chevenon auprès du roi Charles VI.
Jean (Jehan) de Chevenon sera comblé de bienfaits par le roi, ce qui en fera une des plus grosses fortunes de son temps. Henry Antoine de la Grange d'Arquian le possède au XVIIe siècle.
En 1766, le château est acheté par Mathieu Bernard Gondin et en 1848, il est repris par Frédéric Girerd (1801-1859).
En 1940, monsieur et madame Bardin en étaient les propriétaires.

## Description

### Château
Le château d'origine était de plan carré, protégé par deux enceintes de fossés, cantonnées de grosses tours rondes. Des courtines reliaient les tours de l'est au corps de logis. On franchissait les fossés par une passerelle, donnant sur l'aire libre, qui était protégé par une seconde enceinte de fossés et de courtines, flanquées de tours rondes aux quatre angles. On y accédait par un châtelet.
Au XVIIIe siècle, cet ensemble défensif, en ruines et menaçant de s'écrouler, fut démoli par Mathieu Bernard Gondin, conseiller du roi en son Grand Conseil et en l'hôtel de ville de Paris, qui en était propriétaire depuis 1766.
Au XIXe siècle, le château étant transformé en ferme, menaçait ruine et c'est sur les pressions de George Sand, que le député de la Nièvre en 1848 : Frédéric Girerd fit l'acquisition du domaine. Ce dernier sera ministre sous la Troisième République.
Aujourd'hui le château du XIVe siècle se présente sous la forme d'un grand bâtiment de plan quadrangulaire, plus haut que large, formant un logis-porte. Au couchant, la façade du château à quatre étages est flanquée de deux grosses tours rondes, autrefois crénelées et aujourd'hui recouverte d'une toiture conique. La façade comporte des archères à croisillon médian et des ouvertures pour les canons, certaines d'entre elles ayant fait l'objet d'aménagement en fenêtres pour le confort des propriétaires. L'accès qui donne sur une cour est encadré par deux tourelles. À l'arrière, le logis est pourvu d'une tour d'escalier  et de deux tourelles rectangulaires abritant des latrines.
Au premier étage on voit encore la porte, qui desservait le chemin de ronde. En son milieu, la façade est percée d'une ouverture surmonté d'un arc surbaissé et encadré de deux tourelles sur contreforts et s'élevant jusqu'aux combles. Les consoles d'une ancienne bretèche subsistent en sa partie supérieure. Une tête de femme orne l'une d'elles. L'emplacement de la herse et d'un assommoir sont toujours en place. De chaque côté du passage sont deux salles voûtées, en berceau brisé. L'une d'elles servit de prison et l'autre de corps de garde.

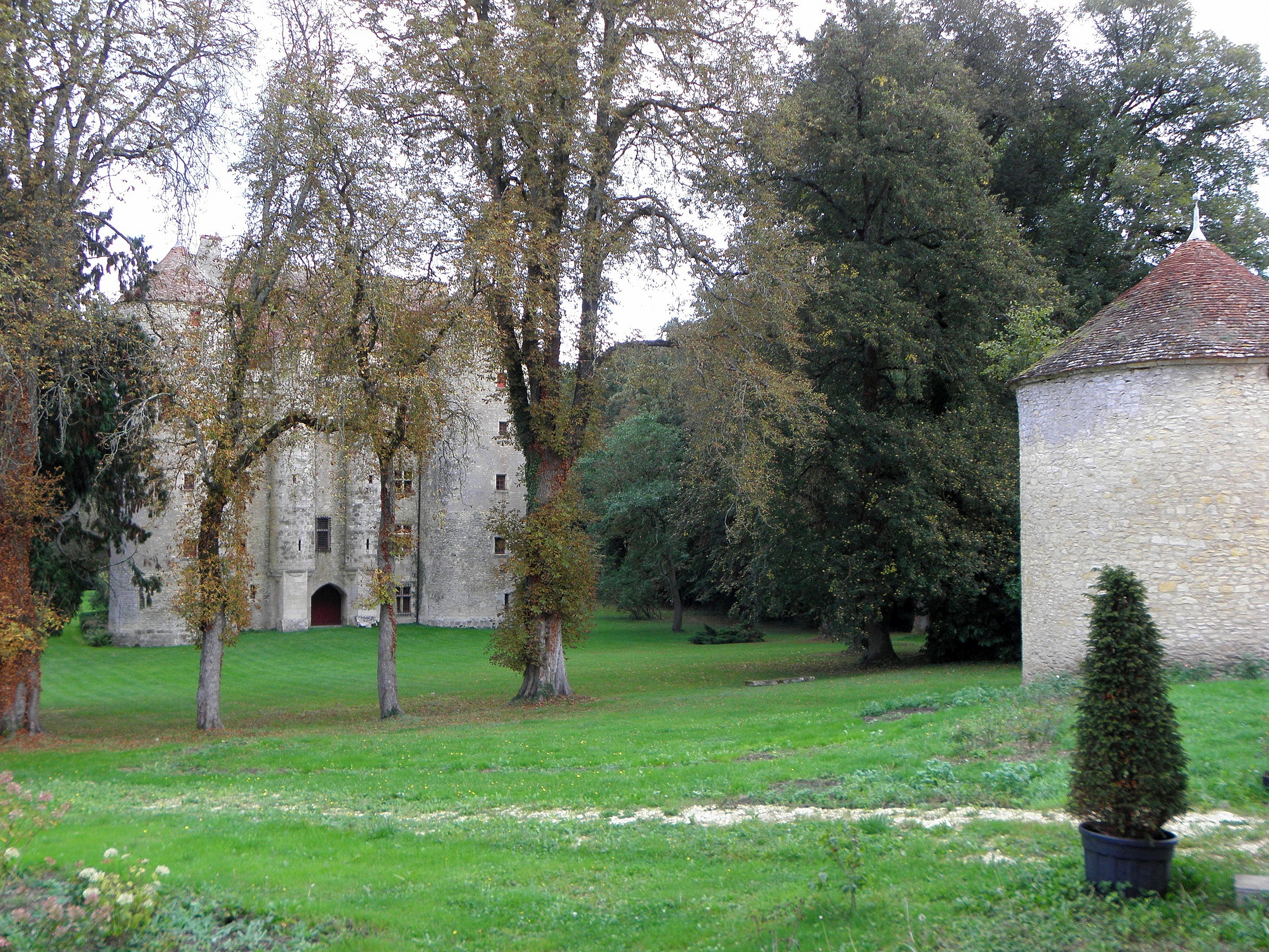
Le château et son colombier.

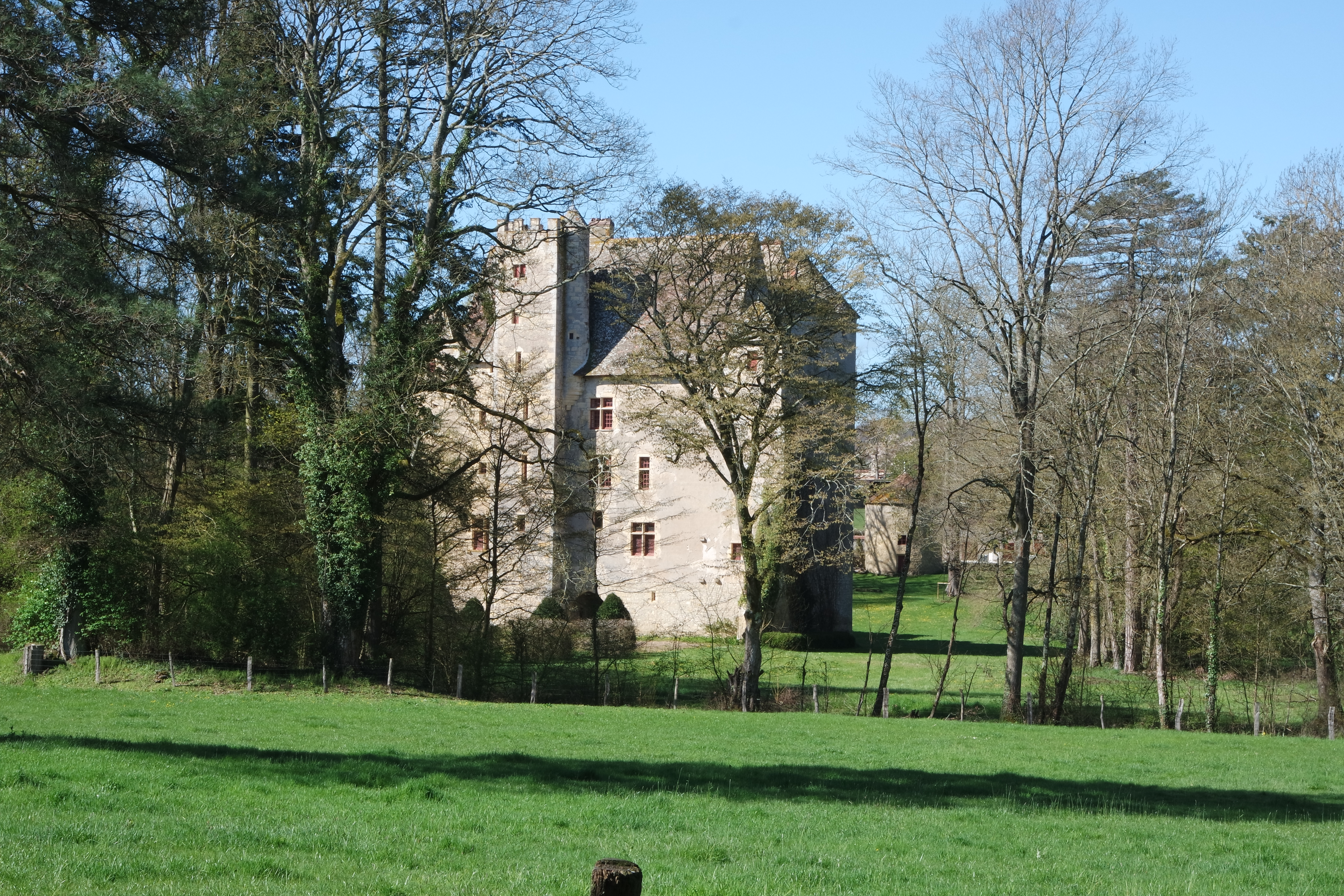
Vue sur la façade est.

À l'intérieur, le caractère médiéval est assez bien conservé. Les tours d'angles conservent des pièces voûtées en coupoles. Les corbeaux qui supportent dans les pièces, des plafonds à la française, sont décorés aux armes des familles Girard, de La Platière et de Jean de Clamecy. À l'étage on trouve une salle d'apparat et une antichambre, et dans chaque tour d'angle, une chambre à coucher.
Les cheminées datent de la fin du XIVe siècle, l'une d'elles porte les armes d'Henry Antoine de la Grange d'Arquian. Sur les murs des embrasures des fenêtres qui ont conservé des coussièges, on trouve quelques graffitis des dames du temps jadis, cloîtrées en ces lieux.
Le troisième niveau était probablement affecté au logement des serviteurs.

### Cour intérieure
On y accède par l'entrée principale de la façade ouest. Elle est flanquée de deux tourelles carrées et à gauche du porche d'une tour carrée hors œuvre de 25 mètres de haut qui dans sa partie supérieure a reçu une tourelle à encorbellement à culot mouluré. À l'intérieur de laquelle, un escalier à vis donne accès aux différents niveaux du château. Un petit escalier dans la tourelle, le prolonge et conduit à la plate-forme du guet. Cette tour a gardé le conduit acoustique qui permettait de donner l'alerte au corps de garde situé au rez-de-chaussée.

### Colombier
Le colombier est situé dans la cour ouest et se trouvait à l'origine situé entre les deux bayles.

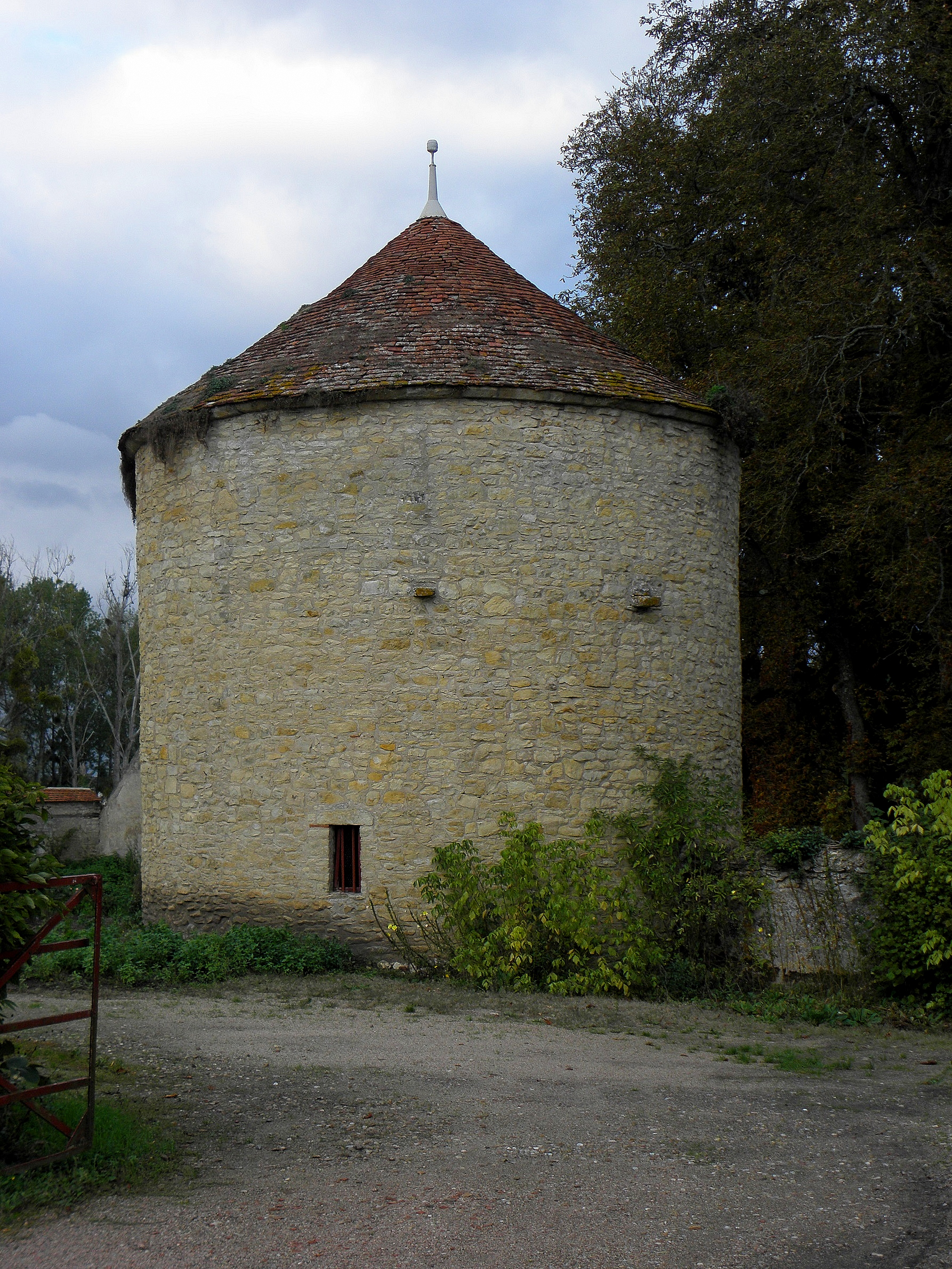
Le colombier.